# Castello di Casertavecchia
Il castello di Casertavecchia è il principale luogo fortificato e difesa militare del borgo omonimo di Caserta, l'unico ad essere sopravvissuto in forme leggibili in parte e o del tutto essendo scomparse le mura di cinta della città ricordate nelle fonti storiche.

## Ubicazione e proprietà
Il castello sorge nel margine nord-orientale dell'abitato nel luogo più elevato di un piccolo colle abbastanza pianeggiante difeso a nord da un profondo vallone (che scende dal monte Virgo e lo separa dalle montagne Baccalà) e verso ovest e sud dalle pendici dei monti casertani di cui il colle è propaggine.
Il Comune di Caserta è proprietario del recinto castellare, lo Stato Italiano (Ministero della Cultura) è proprietario della grande torre mastio. Non è ad oggi chiarito come sia giunta in proprietà del Comune di Caserta una parte del complesso, essendo questo passato tra i beni di casa Borbone con l'acqisto del feudo da parte di Carlo nel 1750..

## Archeologia
Il castello è stato oggetto della rimozione non scientifica di crolli e materiali durante una campagna di volontariato giovanile internazionale (1972): alcuni frammenti ceramici emersi in quella circostanza (mai studiati, ma probabilmente tardomedievali) sono conservati in alcune vetrine esposte nella sala al pian terreno del palazzo comitale interno al castello. Ugualmente non scientifiche sono state le rimozioni dei materiali intervenute durante i restauri degli anni 1980 (vedi oltre).

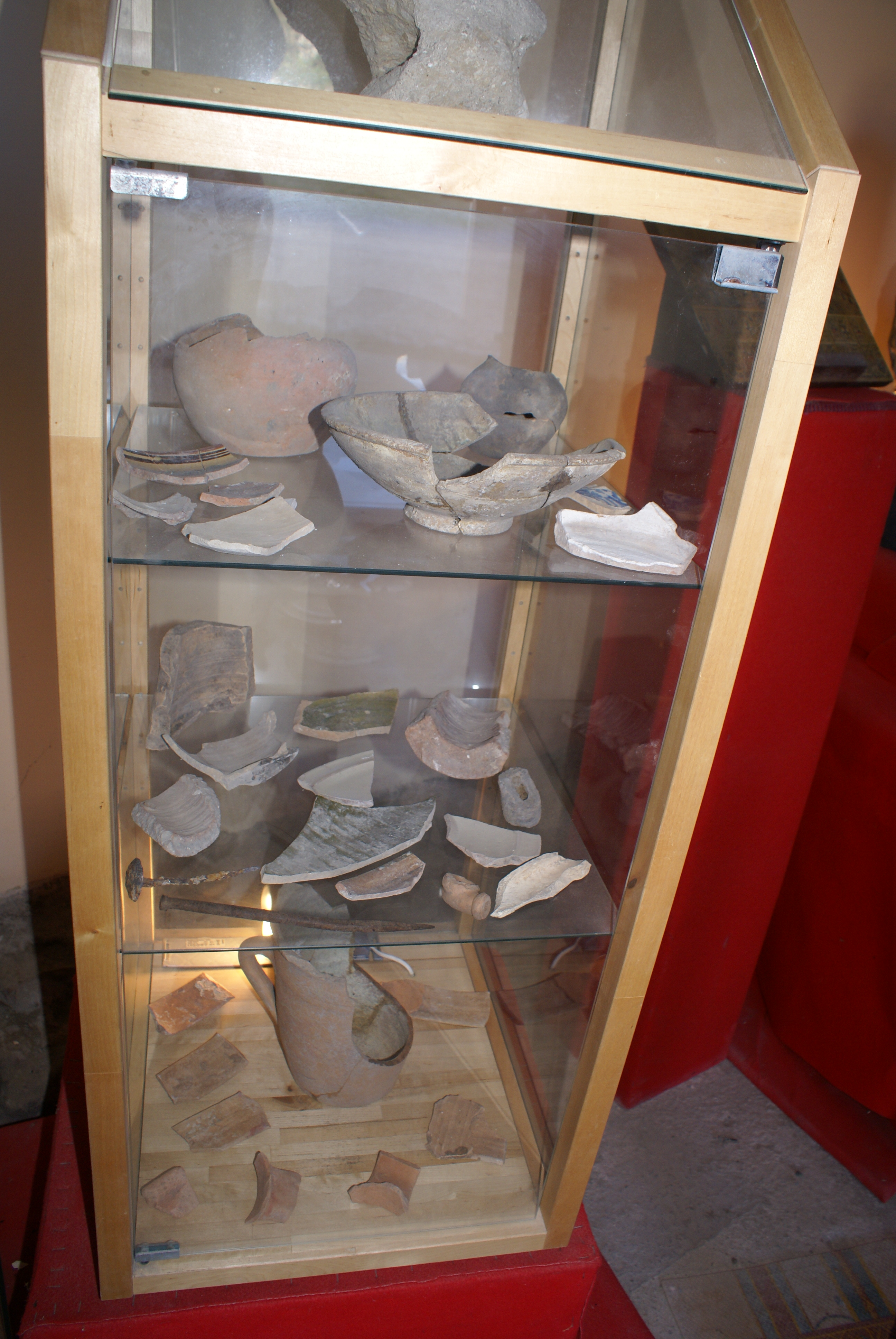
Casertavecchia, castello, frammenti ceramici esposti nel palazzo (domus) ritrovati nei lavori del 1972

Nel 2021 sono stati condotti i primi scavi archeologici dal Dipartimento di Lettere e Beni culturali dell'Università della Campania Luigi Vanvitelli, su concessione ministeriale (direzione scientifica, Nicola Busino). Le ricerche archeologiche fanno seguito ad attività preliminari di rilievo e analisi di superficie condotte nel 2018 e nel 2019, nonché ad un primo studio sulle potenzialità archeologiche del complesso monumentale. Alcuni resoconti preliminari delle attività archeologiche sono di imminente pubblicazione.
Sulle alture circostanti e tutte di quota ben superiore a quella del castello sono attestate in traccia o in resti cinte fortificate di età sannitica.
Nel castello era una lapide con iscrizione antica vista e trascritta (con qualche equivoco) da Esperti, nota a Mommsenn, citata e riportata da Di Giacomo come in Esperti, ricordata da Perrone che oggi risulta dispersa.

## Descrizione
Il castello oggi è allo stato di rudere, solo in parte reso fruibile dal restauro (vedi dopo) degli anni 1980. La planimetria si articola in un recito di forma esagonale irregolare chiuso da cortine murarie e torri (in parte aperte in parte chiuse).

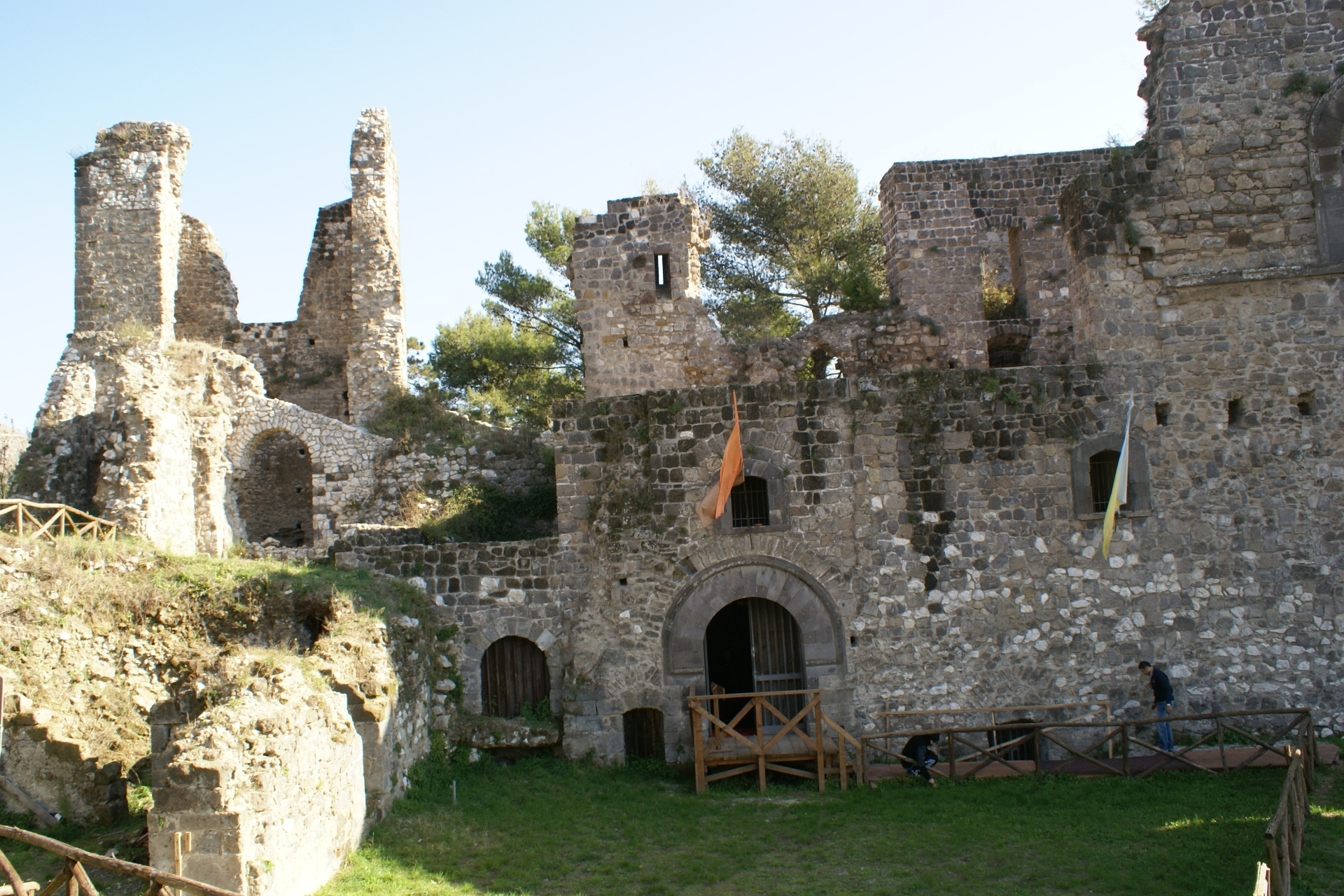
Casertavecchia, castello, palazzo e torre settentrionale

Sul lato nordorientale un palazzo (con funzioni residenziali) si accosta e ingloba il recinto). Verso sudest è la grande torre a pianta poligonale (16 lati) ed alzato cilindrico con funzione di mastio. La torre si colloca su un pendio scosceso all'esterno al recinto castellare ma in prossimità con il palazzo e con la cortina verso il borgo. Il mastio ha tre livelli coperti, ognuno ad unico vano voltato, e un terrazzo sommitale. Il livello inferiore è adibito a cisterna e non è accessibile. Al primo livello si accedeva mediante una porta / finestra aperta verso il palazzo comitale grazie a un collegamento in legno, probabilmente un ponte levatoio, perduto. Una simile soluzione collegava agli ambienti sommitali del balneum (vedi oltre).
Per raggiungere il secondo salone del mastio da quello inferiore è disponibile una scala in pietra, ricavata nello spessore della muratura. Una scala analoga conduce dal salone del secondo livello al terrazzo sommitale della torre.
Nell'ala che dal mastio punta verso il borgo sono stati individuati e portati alla luce i resti di due ambienti riconosciuti come stufa e bagno (balneum) .

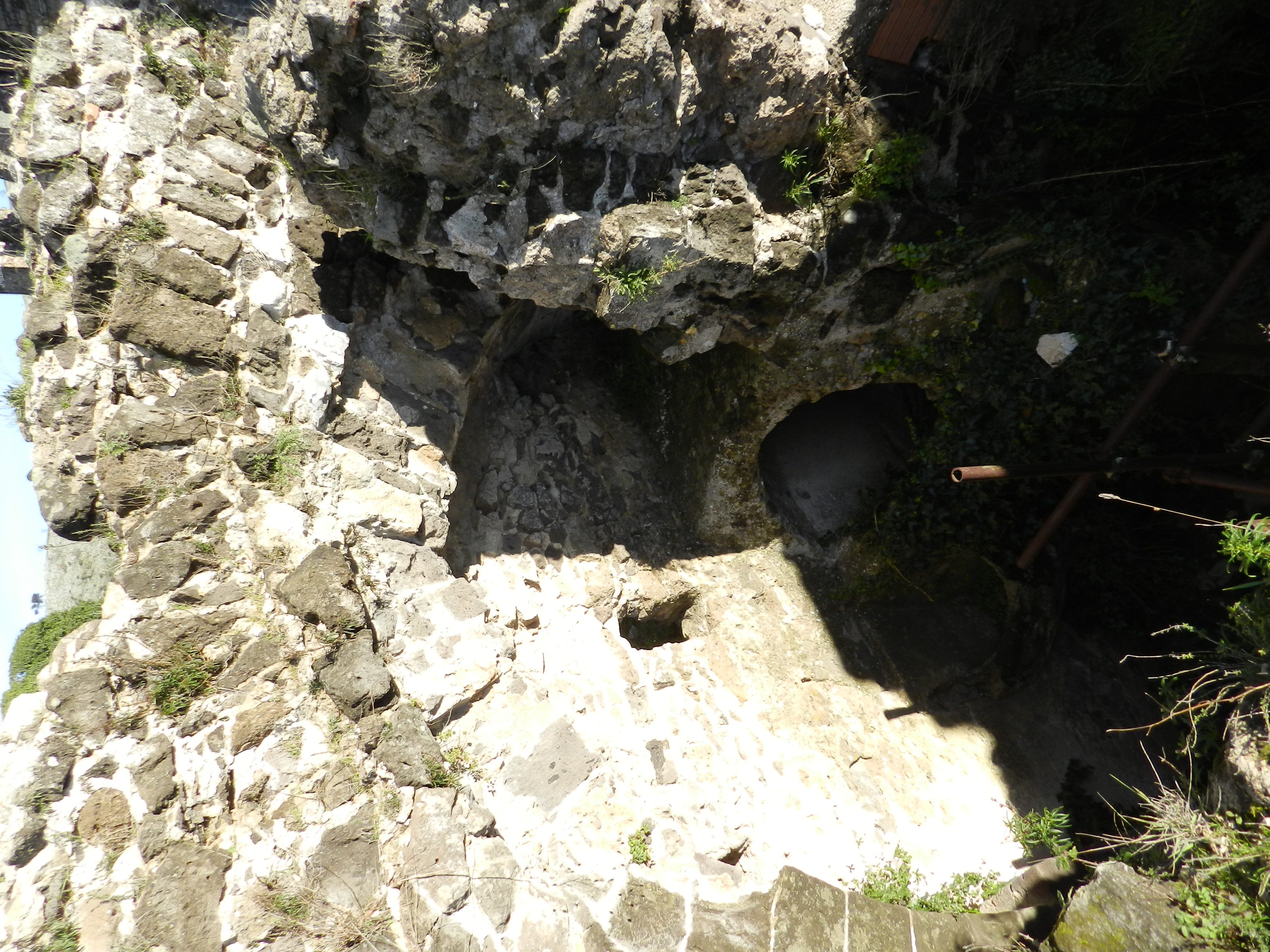
Casertavecchia, castello, stufa / balneum svevo

Sul numero delle torri della cortina castellare non c'è accordo tra gli studiosi moderni che ne riconoscono quattro, a cinque, a sei. Ancora più confusione crea la descrizione storica di Santoro che riferisce di 10 torri (ricordando i fatti del 1528)

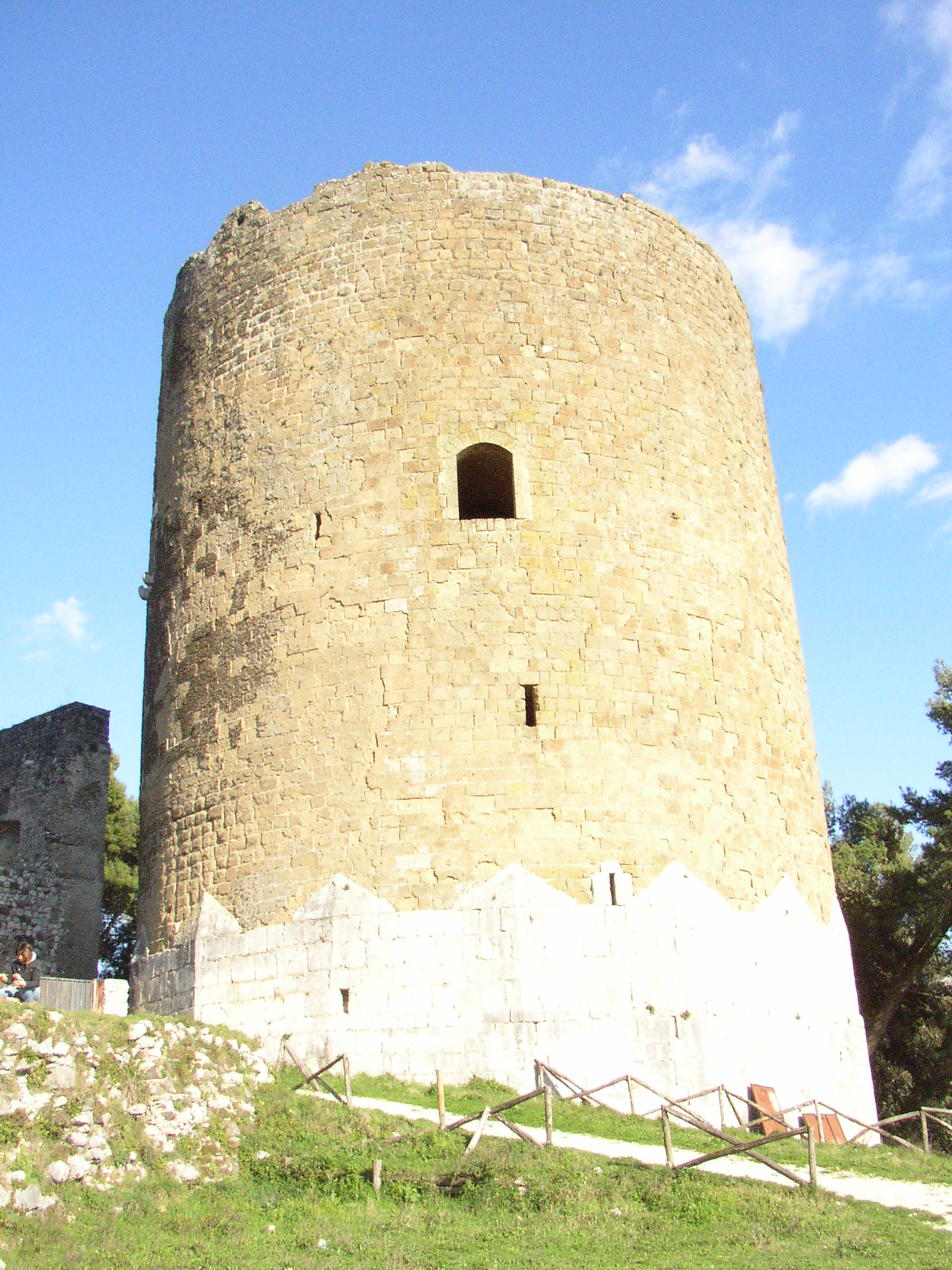
Casertavecchia, castello, mastio svevo (1246 circa)

## Notizie storiche
Il primo documento che citi esplicitamente il castello risale al 1277 per la prima volta si legge la distinzione tra il castello e la torre. La cappella di San Giovanni fu citata in un documento del 1300.

## Restauri storici e recenti e tutela
All'atto del testamento di Diego della Ratta del 1327 il castello fu descritto come "per la maggior parte diruto". La merlatura presente ancora alla fine del secolo 1600 e accennata nel disegno pubblicato da Pacichelli nel 1703 fu successivamente eliminata..
La descrizione storica di Santoro riporta "ampi appartamenti con grandi saloni" (ricordando i fatti del 1528) il che ha lasciato supporre un restauro complessivo voluto tra fine secolo 1400 e primi due decenni del 1500 dal conte Andrea Matteo Acquaviva, marito di Caterina della Ratta e suo erede.
Si ha notizia di interventi di rimozione abusiva di pietre dal castello prima del 1825 come ricorda un provvedimento di tutela promosso da Pietro Bianchi in occasione del rinnovo del contratto di affitto con il quale Ferdinando I Borbone lo avrebbe affittato
Un intervento di ripristino funzionale e restauro (discusso per alcune scelte e compiuto solo in parte) fu realizzato dall'architetto Rosa Carafa dopo il terremoto del 1980 e concluso nel 1989. Si attuarono lo svuotamento complessivo della corte interna, la ricostruzione della facciata del palazzo comitale e il ripristino (con un solaio in travi in ferro mascherato da volte a crociera in rete metallica coperta da intonaco).

## Evoluzione storica dell'edificio
Assai controversa è la datazione del primo impianto fortificato. Per alcuni esisté un vero e proprio castello a recinto murario già in età longobarda ma, in assenza dei risultati degli scavi, è una ipotesi ad oggi non suffragata da prove nell'analisi delle strutture.

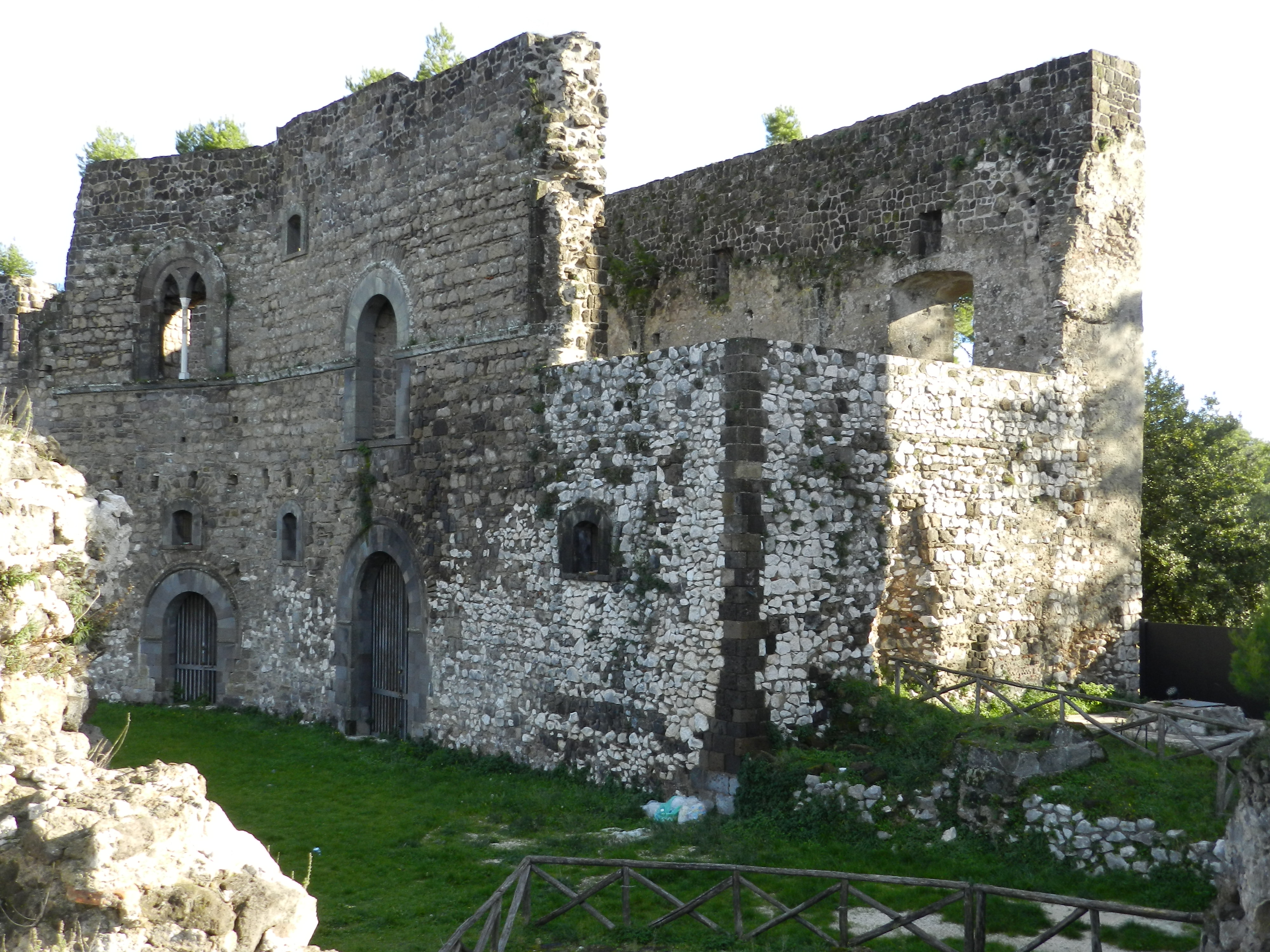
Casertavecchia, castello, cortina orientale e palazzo (domus)

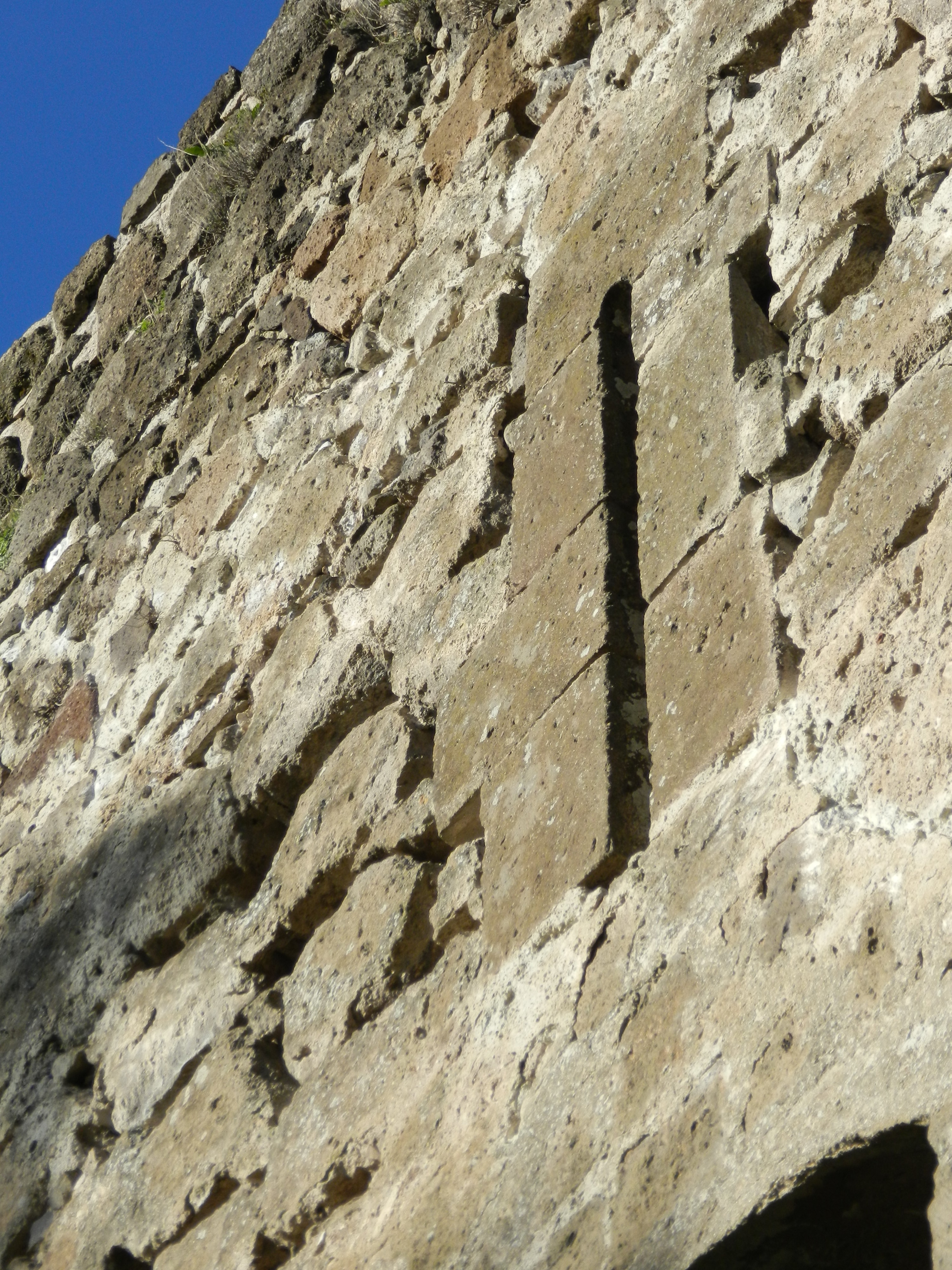
Casertavecchia, castello, cortina orientale, particolare della monofora sveva

L'ipotesi più accreditata è che il primo recinto murario sia stato eretto in età normanna in blocchi sbozzati e scapoli di calcare giustificando l'ipotesi con le prime notizie certe della contea normanna di Caserta, a cavallo tra secolo XI e secolo XII e in sincrono con l'erezione della sede diocesana, 1113. Alla fase di età sveva (secondo Pistilli dopo il 1246) corrisponde l'erezione delle due torri al centro delle cortine orientale ed occidentale, il balneum / stufa, il palazzo addossato alla cortina orientale e la grande torre mastio.

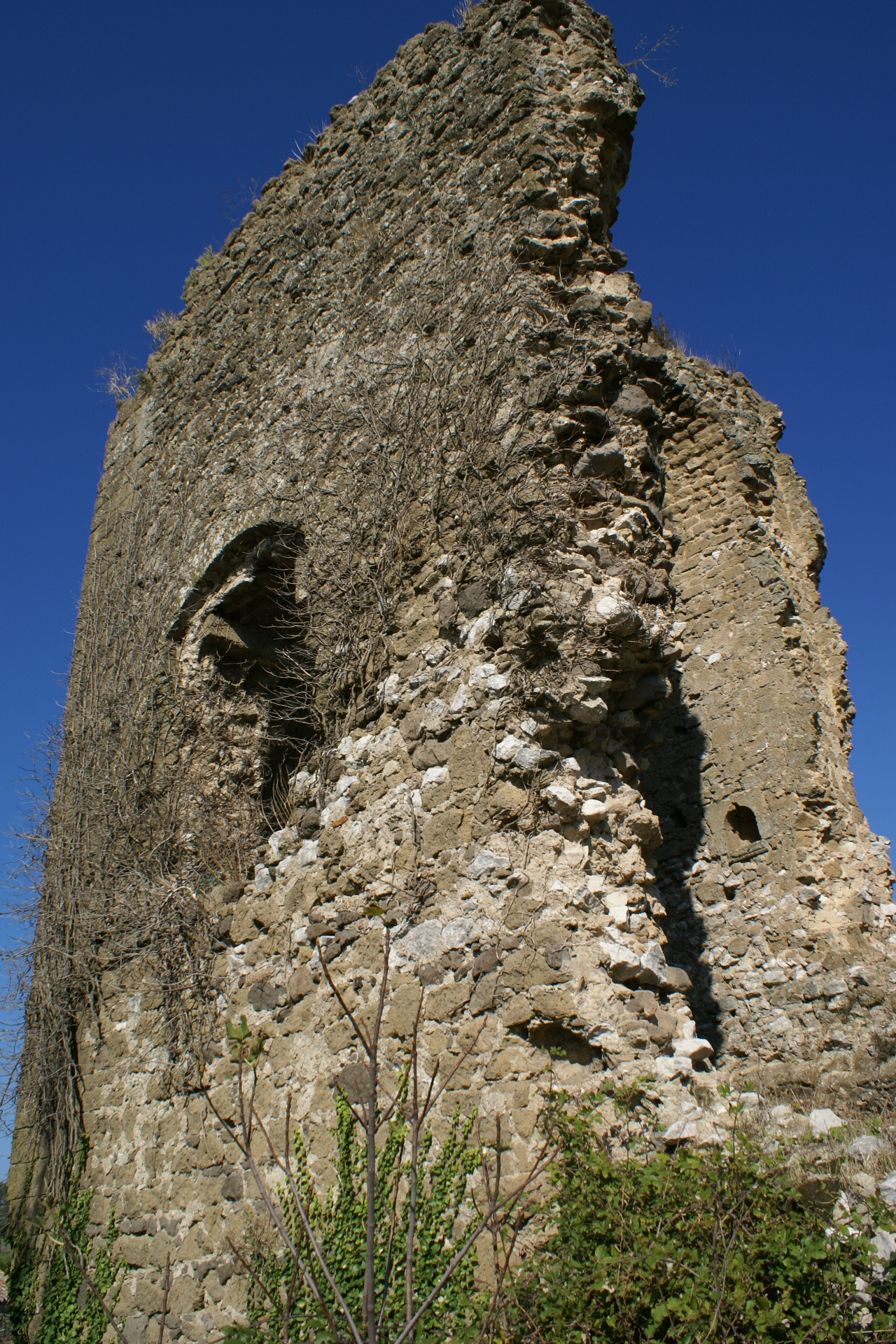
Casertavecchia, castello, torre al centro della cortina occidentale

Nel recinto del castello è nota una cappella dedicata a San Giovanni, elemento questo in comune con i castelli di Maddaloni e Montefusco.
Lo stato dei luoghi nel 1825 è documentato da una planimetria conservata nell'Archivio Storico della Reggia in cui si vedono il recinto murario del castello, la torre mastio cilindrica e la cappella da identificarsi con quella dedicata a sant'Andrea.
Nulla oggi resta di una croce memoriale dei caduti della battaglia del Volturno dell'ottobre 1860 ricordata da Laracca Ronghi nel 1888.

## Fortificazioni satellite
La torre mastio circolare controlla un panorama vastissimo ed è ben visibile da gran parte della piana campana nordoccidentale sottostante Casertavecchia, almeno fino al castel Loriano di Marcianise e a Capua. Ugualmente ben sorvegliato era tutto l'altopiano di Casertavecchia. Dal lato nord dei monti casertani, però, il castello aveva l'ostacolo delle montagne Baccalà che rendeva impossibile il collegamento visivo con il castello di Castel Morrone e il controllo del suo altopiano, che collegava al Volturno. La torre della Lupara assolse a questo compito. Alla torre della Lupara il conte Francesco I della Ratta sconfisse Gualtieri di Brienne, VI duca d'Atene e Filippo I d'Angiò, principe di Taranto nell'estate del 1353. La vittoria è ricordata nell'iscrizione che è sulla tomba del conte, eretta nella cattedrale.

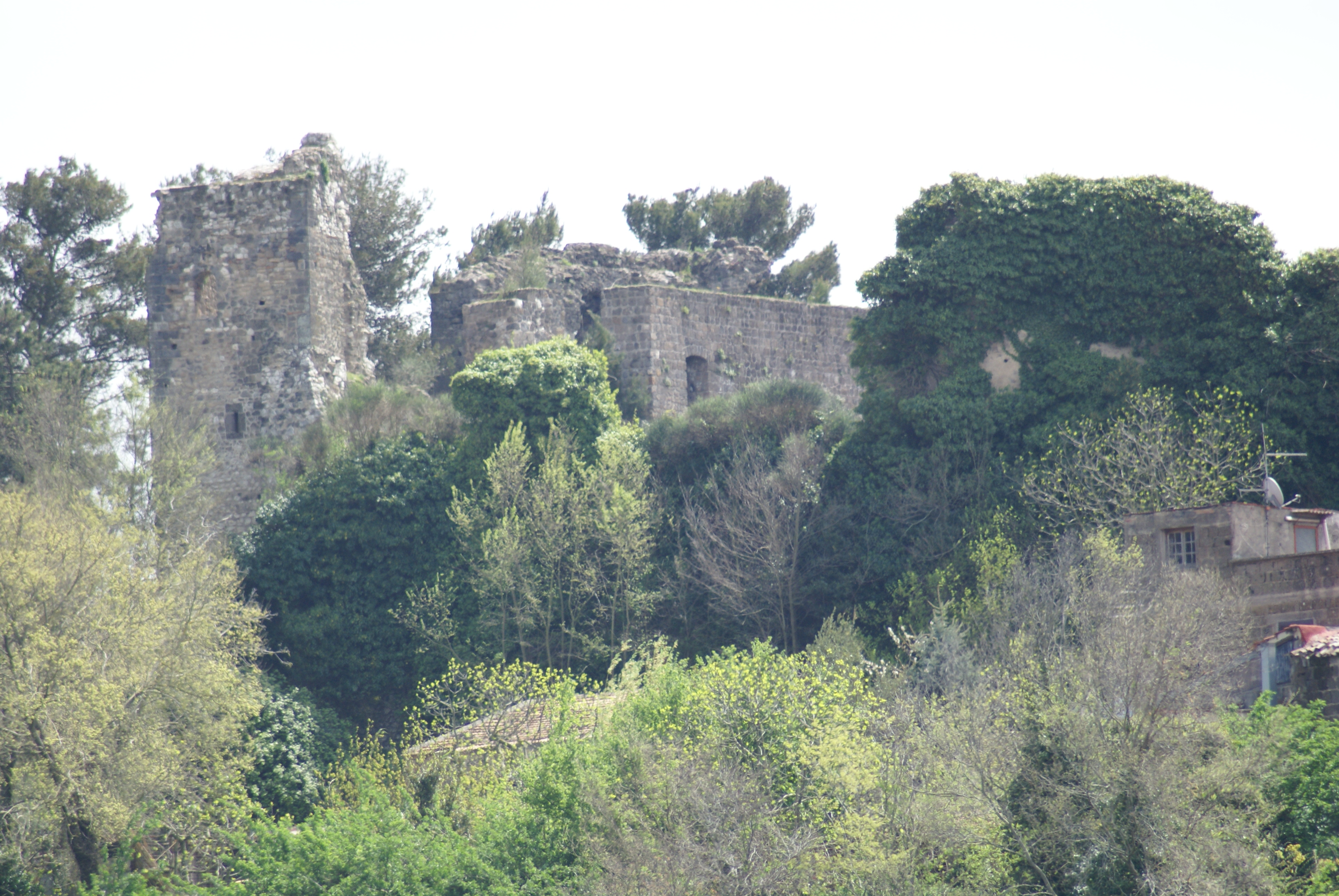
Casertavecchia, castello visto dalle pendici della montagna Baccalà, poco sotto la torre della Lupara